# Ново-Московське
Ново-Московське (рос. Ново-Московское) — селище Багратіоновського району, Калінінградської області Росії. Входить до складу Погранічного сільського поселення.
Населення — 645 осіб (2015 рік).